# Seeth
Seeth (frisó septentrional Seet, danès Sæd) és una ciutat del districte de Nordfriesland, dins l'Amt Nordsee-Treene, a l'estat alemany de Slesvig-Holstein. El 2022 tenia 611 habitants.